# إستر ألان
إستر ألان (بالإنجليزية: Esther Allan)‏ هي ملحنة وعازفة بيانو أمريكية، ولدت في 28 أبريل 1914 في سووالكي في بولندا، وتوفيت في 21 يوليو 1985 في ديترويت في الولايات المتحدة بسبب مرض.